# György Endre (újságíró)
György Endre (született Glücksman) (Nyíregyháza, 1898. február 16. – Budapest, 1976. december 1.) magyar író, újságíró.

## Élete
Glücksman Mór fűszerkereskedő és Lefkovics Ilona fiaként született. 1920-tól dolgozott Az Újság szerkesztőségi munkatársaként, a fővárosi rovat vezetője volt 1944-ig. 1950-től 1957-ig az Új Élet, 1957-től 1959-ig az MHS munkatársa volt. Újságcikkeiben elsősorban a budapesti közigazgatás kérdéseit taglalta. A Magyar Újságírók Országos Szövetségében (MÚOSZ) a szociális bizottság titkáraként működött.
1921. szeptember 22-én Budapesten, az Erzsébetvárosban házasságot kötött Klein Vilmos és Horovitz Malvina lányával, Borbálával.